# Africa Cup 2004
L'Africa Cup 2004, ufficialmente CAR Top 10 2004 (in inglese 2004 CAR Top 10), fu il 5º campionato africano di rugby a 15.
Organizzato dalla Confédération africaine de rugby con il supporto dell'International Rugby Board, vide imporsi la Namibia in finale a Windhoek sul Marocco per 39-22.

## Squadre partecipanti
| Zona Nord      | Zona Sud     | Zona Sud     |
| Zona Nord      | Girone Sud 1 | Girone Sud 2 |
| -------------- | ------------ | ------------ |
| Camerun        | Madagascar   | Kenya        |
| Costa d'Avorio | Uganda       | Namibia      |
| Marocco        | Zimbabwe     | Zambia       |
| Tunisia        |              |              |

## Formula
La Coppa fu organizzata operando un cambio di formato rispetto all'edizione precedente. Le squadre partecipanti furono aumentate di una unità passando da 9 a 10, da qui Top 10.
Sebbene fu il Camerun ad aggiudicarsi la 2ª divisione nel 2003 superando lo Zambia in finale, entrambe le nazionali vennero promosse alla 1ª divisione 2004; mentre a retrocedere nella sezione inferiore fu il Botswana.
Articolata su due zone territoriali, la zona Nord (o Girone A) prevista tra i mesi di marzo e maggio fu contesa fra 4 squadre con incontri all'italiana di sola andata con sede nella nazione di casa. Il sistema di punteggio utilizzato fu il seguente: 2 punti per la vittoria, 1 per il pareggio e 0 per la sconfitta.
La zona Sud, invece, venne a sua volta suddivisa in due gironi: girone B (o Sud 1) e girone C (o Sud 2). Entrambi contesi da tre formazioni ciascuno tra agosto e settembre col medesimo regolamento della zona Nord, vide le prime classificate dei due gironi affrontarsi in una finale di zona il 25 settembre.
Terminata la prima fase, le vincitrici di entrambe le zone si affrontarono in un incontro di finale per l'assegnazione del titolo di campione d'Africa.

## Prima fase

### Zona Nord
| Data           | Incontro                 | Risultato | Sede       |
| -------------- | ------------------------ | --------- | ---------- |
| 7 marzo 2004   | Costa d'Avorio ― Tunisia | 8–3       | Abidjan    |
| 27 marzo 2004  | Marocco ― Costa d'Avorio | 11–6      | Casablanca |
| 10 aprile 2004 | Tunisia ― Camerun        | 20–3      | Tunisi     |
| 24 aprile 2004 | Marocco ― Tunisia        | 17–3      | Casablanca |
| 1º maggio 2004 | Costa d'Avorio ― Camerun | 17–10     | Abidjan    |
| 29 maggio 2004 | Camerun ― Marocco        | 6–18      | Yaoundé    |

|  | Classifica zona Nord | G | V | N | P | P+ | P- | diff. | PT |
|  | -------------------- | - | - | - | - | -- | -- | ----- | -- |
|  | Marocco              | 3 | 3 | 0 | 0 | 46 | 15 | +31   | 6  |
|  | Costa d'Avorio       | 3 | 2 | 0 | 1 | 31 | 24 | +7    | 4  |
|  | Tunisia              | 3 | 1 | 0 | 2 | 26 | 28 | -2    | 2  |
|  | Camerun              | 3 | 0 | 0 | 3 | 19 | 55 | -36   | 0  |

### Zona Sud

#### Girone Sud 1
| Data              | Incontro              | Risultato | Sede         |
| ----------------- | --------------------- | --------- | ------------ |
| 14 agosto 2004    | Uganda ― Madagascar   | 8–3       | Kampala      |
| 29 agosto 2004    | Madagascar ― Zimbabwe | 11–6      | Antananarivo |
| 11 settembre 2004 | Zimbabwe ― Uganda     | 20–3      | Harare       |

|  | Classifica girone Sud 1 | G | V | N | P | P+ | P- | diff. | PT |
|  | ----------------------- | - | - | - | - | -- | -- | ----- | -- |
|  | Zimbabwe                | 2 | 1 | 0 | 1 | 35 | 23 | +12   | 2  |
|  | Madagascar              | 2 | 1 | 0 | 1 | 39 | 42 | -3    | 2  |
|  | Uganda                  | 2 | 1 | 0 | 1 | 24 | 33 | -9    | 2  |

#### Girone Sud 2
| Data              | Incontro         | Risultato | Sede     |
| ----------------- | ---------------- | --------- | -------- |
| 14 agosto 2004    | Zambia ― Namibia | 10–52     | Chingola |
| 29 agosto 2004    | Kenya ― Zambia   | 33–10     | Nairobi  |
| 11 settembre 2004 | Namibia ― Kenya  | 65–7      | Windhoek |

|  | Classifica girone Sud 2 | G | V | N | P | P+  | P- | diff. | PT |
|  | ----------------------- | - | - | - | - | --- | -- | ----- | -- |
|  | Namibia                 | 2 | 2 | 0 | 0 | 117 | 17 | +100  | 4  |
|  | Kenya                   | 2 | 1 | 0 | 1 | 40  | 75 | -35   | 2  |
|  | Zambia                  | 2 | 0 | 0 | 2 | 20  | 85 | -65   | 0  |

#### Finale zona Sud
| Windhoek 25 settembre 2004 | Namibia | 68 – 8 referto | Zimbabwe | Stadio Hage Geingob |
| v.d. Merwe Lintvelt Powell Grobler (2) Rian v. Wyk (2) C. v. Tonder J. v. Tonder Rheeder v. Wyk Rossouw Witbooi mt (1) Schreuder (3) Swanepoel tr (1) c.p. (1) |         |                |          |                     |
| |         |                |          |                     |
| v.d. Merwe Lintvelt Powell Grobler (2) Rian v. Wyk (2) C. v. Tonder J. v. Tonder Rheeder v. Wyk Rossouw Witbooi                                                | mt      | (1)            |          |                     |
| Schreuder (3) Swanepoel | tr      | (1)            |          |                     |
| | c.p.    | (1)            |          |                     |

## Finale
| Arbitro: | E. C. Daniels |

|                                           |      |     |
| Lintvelt MacKenzie Meyer J. v. Tonder (2) | mt   | (1) |
| Schreuder (4)                             | tr   | (1) |
| Schreuder (2)                             | c.p. | (1) |